# مرصد مولارد الراديوي

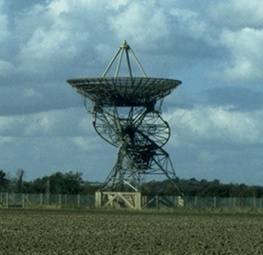
هوائي تلسكوب وان مايل

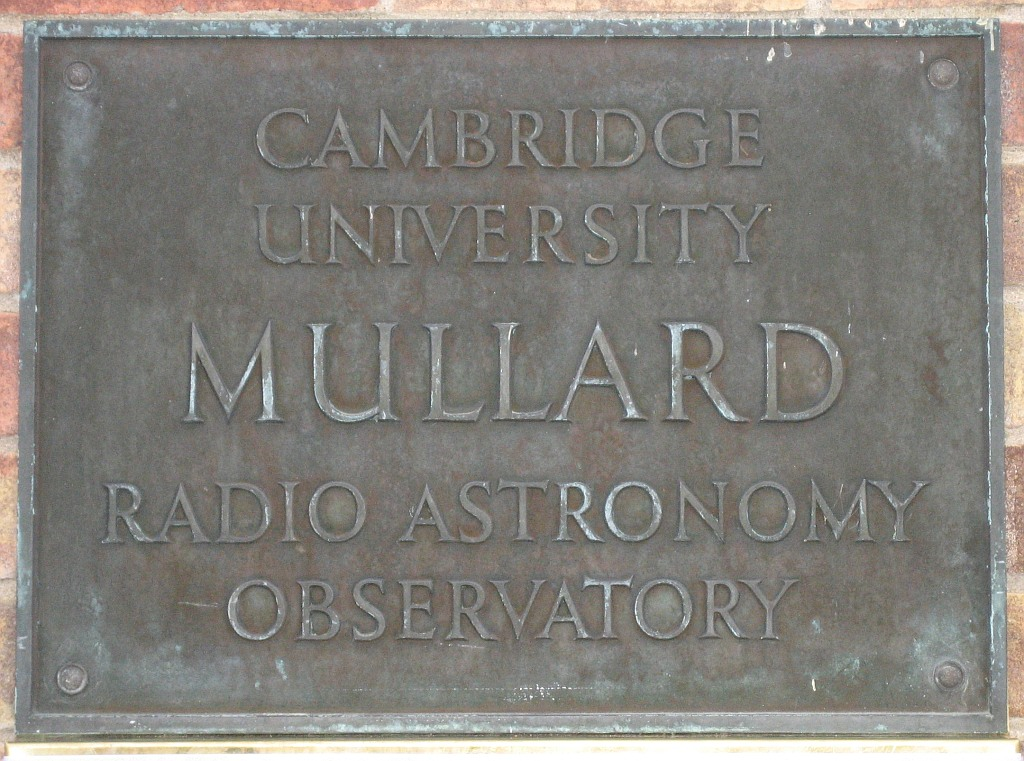
لائحة تذكارية لإنشاء المرصد

مرصد مولارد الراديوي في علم الفلك (بالإنجليزية: Mullard Radio Astronomy Observatory ) هو مرصد يجمع بين عدد من التلسكوبات التي تقيس الموجات الراديوية الأتية من الفضاء الخارجي ومن مناطق كثيرة في الكون . ومن تلك التلسكوبات تلسكوب الميل الواحد، وتلسكوب رايلي، وأركمينيت . وقد بدأت تقنية قياس تداخل الموجات الراديوية في أواسط الاربعينيات من القرن الماضي في منطقة قريبة من كامبريدج . وقام بتمويلها مجلس الأبحاث العلمية البريطاني بالإضافة إلى تبرع من شركة مولارد المحدودة قيمته 100.000 جنيه استرليني، وبني المرصد في منطقة لوردز بريدج , على بعد بضعة كيلومترات من كامبريدج .
وقد قام العالم مارتن رالي من المجموعة العلمية بمعمل كافندش للأبحاث، وهو معمل تابع لجامعة كامبريدج بإنشاء المرصد، وافتتح في 25 يوليو عام 1957 . وتعرف تلك المجموعة العلمية حاليا بمجوعة كافندش لأبحاث الفلك .
ويقع المرصد في أحد فروع محطة القطارات المارة بكامبريدج، وهو جزء قديم لهذا الخط يجري في الاتجاه من الشرق إلى الغرب ويمتد عدة كيلومترات . وقد استخدم هذا الخط لإنشاء تلسكوب رايلي الراديوي الذي يمتد بطول 5 كيلومترات، وكذلك لتلسكوب كامبريدج لتحليل التردد الراديوي . 

## اقرأ أيضا
- مرصد جولدستون
- مصفوف الكيلومتر المربع
- تلسكوب راتان الراديوي
- تلسكوب فضائي
- مرصد مونا كيا
- مرصد ديناميكا الشمس
- مرصد مونا لوا
- مرصد جيميني
- مرصد كيك
- مرصد هابل الفضائي
- مقراب جيمس ويب الفضائي
- مرصد سوبارو
- مصفوف المراصد العظيم VLA
- تلسكوب التقنية الجديدة
- المرصد الأوروبي الجنوبي
- مسبار ويلكينسون لقياس اختلاف الموجات الراديوية